# 定山渓発電所
定山渓発電所（じょうざんけいはつでんしょ）は、北海道札幌市南区定山渓温泉東2丁目107に設置されている、北海道電力の水力発電所である。

## 歴史
1909年（明治42年）に竣功した、豊平川水系で最初の水力発電所であり、現存する北海道内最古の現役水力発電所でもある。
2008年（平成20年度）土木学会選奨土木遺産に認定された。

## 白糸の滝
発電所の余水は「白糸の滝」の水源となっている。

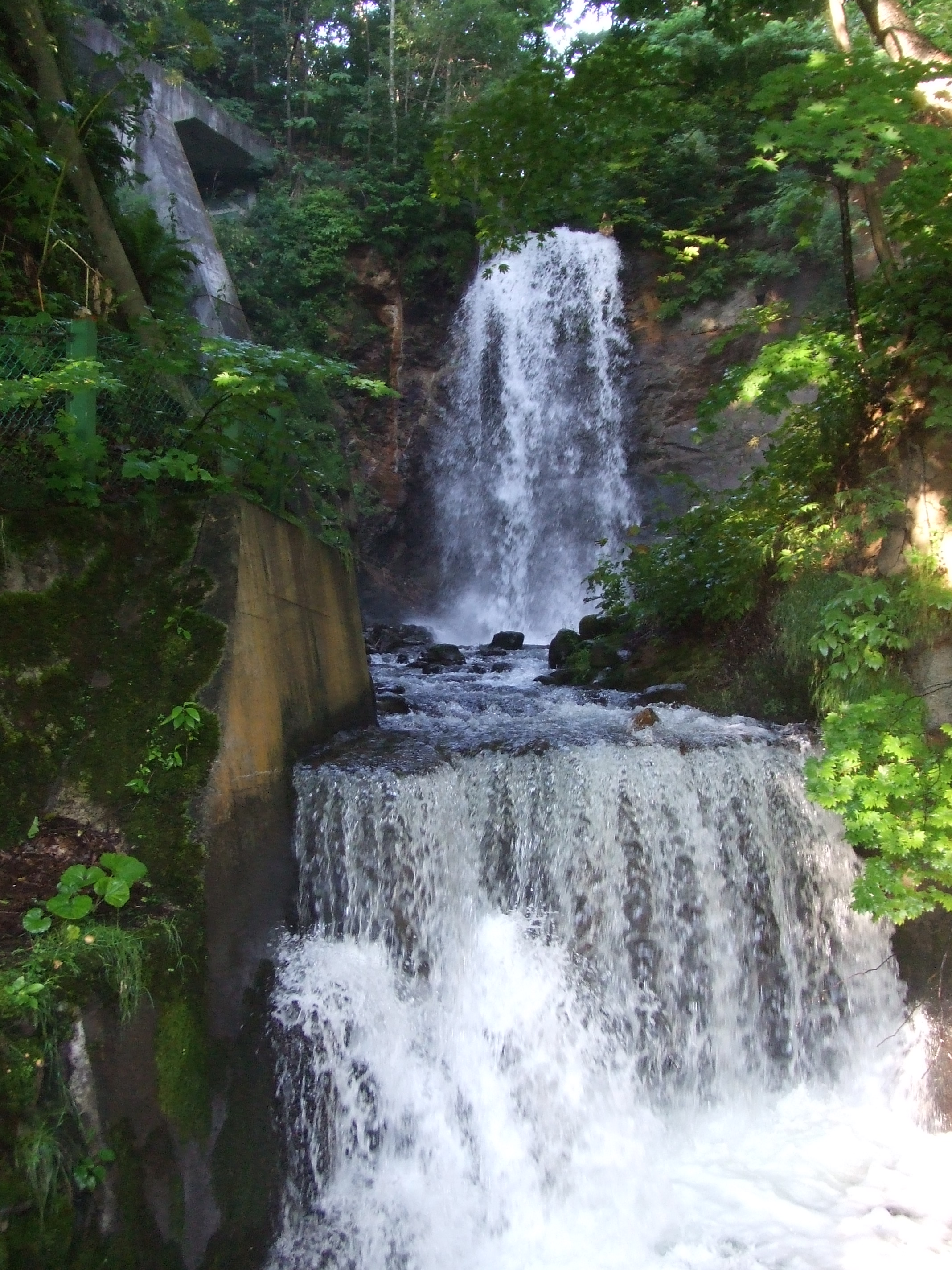
白糸の滝（2014年8月）